# Büdösvíz
A Büdösvíz Bán Frigyes 1967. január 26-án bemutatott fekete-fehér magyar filmszatírája.

## Cselekmény
Egy Lombos nevű kis alföldi faluban kőolajkereső fúrás közben kén-hidrogénes gyógyvíz tör fel. A helyi tanács és a termelőszövetkezet vezetősége saját lehetőségeit nem képes önállóan felmérni, de a szélhámos Szombathy Félix rögtön meglátja benne a remek üzleti lehetőségeket. Korszerű „hőforrásvizsgáló” pszeudocéget alapít barátjával és megígéri a község felvirágoztatását. Megakad azonban a kiváló lehetőségek kibontakozása, amíg egyéves börtönbüntetését le kell töltenie egy régebbi esete miatt. Szabadulása után új lendülettel lát neki az ügyintézésnek és mindenki bízik sikerében. A tanácselnök gyógyfürdő, a termelőszövetkezet elnöke melegház és birkacsárda létesítésében támogatja Szombathyt. Beindul a monumentális építkezés, s ezzel együtt a szélhámos vagyona is szépen gyarapodik. A sikeres macsó a nőknél is egyre több babért arat, a szép fiatal hölgyek versenyeznek a kegyeiért. Az elkészült birkacsárda avató ünnepségét viszont beárnyékolja egy gazdasági rendőrnyomozó megjelenése. Sajnos elkerülhetetlen az újabb lebukás, ám Szombathynak megengedik, hogy saját autóján, mongóliai kiküldetésre hivatkozva távozhasson a maga teremtette paradicsomból.

### Szereplők
- Körmendi János – Gölöncsér Lali
- Nagy Attila – Szombathy Félix
- Szemes Mari – Terus
- Bánhidy László – Gölöncsér Lajos
- Tompa Sándor – tanácselnök
- Deák Sándor – Lanka, tsz-elnök
- Soós Edit – Boglárka
- Horváth Jenõ – Vetró
- Horváth Gyula – Agárdy
- Ruttkai Ottó – őrnagy
- Garics János – Paksi
- Szabó Tünde – Annus
- Petrik József – Ezüst elvtárs
- Puskás Tibor – mérnök

További szereplők: Csonka Endre, Farkas Antal, Gobbi Hilda, Kelemen Lajos, Kutas József, Lóth Ila, Márky Géza, Pásztor János, Prókai István, Siménfalvy Ida, Téri Árpád, Urbán Erika, Vándor József